# 金德輿
金德輿（1750年—1800年），字鶴年，號雲莊，又號鄂岩、少權、仲權，浙江桐鄉人。
金復的從孫，監生出身，師從李良年，官至刑部主事。善書法，又工詩，喜收藏，築“桐華館”，有《桐華館詩鈔》。又校正《東觀漢記》諸書八種，名曰《史翼》。金德舆生性慷慨，千金散尽，晚年寓居西湖，贫甚，以典质书画度日。一日與鲍廷博暢飲，忽掷杯于地，溘然而逝。有《畫梅題記》傳世。